# Rotundichnus
Rotundichnus muenchehagensis fue nombrado por Alfred Hendricks en 1981 a los rastros fósiles que fueron encontrados en Münchehagen, Alemania en el continente europeo. Se han estimado en el período Cretácico inferior, Neocomiano. Se pudieron encontrar varias huellas que probablemente pertenecían a una manada de un mínimo de 7 individuos. El tamaño de estas huellas además de su disposición y orientación de las impresiones de manos y patas indica que fueron realizados por saurópodos.
Ninguna impresión de las garras u otros detalles morfológicos se han podido conservar. Los rastros tienen una alta proporción de las manos en los sedimentos (alrededor de 1:3) esto se considera de tipo ancha. Estas huellas no se han podido ser identificadas a ningún tipo de familia de saurópodos y no se debe utilizar su forma para otros casos. La longitud de la zancada es 3.2 veces la longitud de la impresión del pie. 
La diferencia con el Brontopodus es que la mano tiene forma semicircular además que su longitud es la mitad del tamaño de su anchura, y no hay ninguna indicación de la separación entre los dedos laterales con los dedos centrales típicos del Brontopodus.
Algunos autores mencionan que se trata de un género ya descrito, un diplodócido como un diplodocus (posiblemente al Dicraeosaurus).